# Resolutie 1890 Veiligheidsraad Verenigde Naties
Resolutie 1890 van de Veiligheidsraad van de Verenigde Naties werd op 8 oktober 2009 met unanimiteit aangenomen door de VN-Veiligheidsraad. De door Japan ingediende resolutie verlengde de autorisatie van de ongeveer 67.000 man sterke ISAF-macht van de NAVO, die in Afghanistan tegen de Taliban streed, opnieuw met een jaar.

## Achtergrond
In 1979 werd Afghanistan bezet door de Sovjet-Unie, die vervolgens werd bestreden door Afghaanse krijgsheren. Toen de Sovjets zich in 1988 terugtrokken raakten ze echter slaags met elkaar. In het begin van de jaren 1990 kwamen ook de Taliban op. In september 1996 namen die de hoofdstad Kabul in. Tegen het einde van het decennium hadden ze het grootste deel van het land onder controle en riepen ze een streng islamitische staat uit. 
In 2001 verklaarden de Verenigde Staten met bondgenoten hun de oorlog en moesten ze zich terugtrekken, waarna een interim-regering werd opgericht. Die stond onder leiding van Hamid Karzai die in 2004 tot president werd verkozen. 

## Inhoud

### Waarnemingen
Men bleef bezorgd om de veiligheid in Afghanistan door het gestegen geweld en terreuractiviteiten door de Taliban, Al Qaida, illegale gewapende groepen en drugshandelaren. De ISAF-macht werd aangemoedigd de Afghaanse acties tegen de illegale drugsproductie en -handel te blijven ondersteunen. Ook werden alle aanvallen, zelfmoordaanslagen tegen de bevolking en het gebruik van de bevolking als menselijk schild nog eens veroordeeld. Men erkende ook de inspanningen van ISAF om zelf burgerslachtoffers te vermijden. Verder werd verwezen naar de leidende rol die de Afghaanse overheid had gespeeld bij de organisatie van de verkiezingen in 2009 en de noodzaak om de verkiezingen van 2010 tijdig en goed voor te bereiden.

### Handelingen
De autorisatie van de ISAF werd opnieuw met een periode van twaalf maanden verlengd. Ook kregen de deelnemende lidstaten de autorisatie om alle nodige maatregelen te nemen om het mandaat ten uitvoer te brengen. Men haalde ook de noodzaak om ISAF met personeel en uitrusting te versterken, alsook om de Afghaanse veiligheidsdiensten te verbeteren.

## Verwante resoluties
- Resolutie 1833 Veiligheidsraad Verenigde Naties (2008)
- Resolutie 1868 Veiligheidsraad Verenigde Naties
- Resolutie 1917 Veiligheidsraad Verenigde Naties (2010)
- Resolutie 1943 Veiligheidsraad Verenigde Naties (2010)

Lijst ·  1860 ·  1861 ·  1862 ·  1863 ·  1864 ·  1865 ·  1866 ·  1867 ·  1868 ·  1869 ·  1870 ·  1871 ·  1872 ·  1873 ·  1874 ·  1875 ·  1876 ·  1877 ·  1878 ·  1879 ·  1880 ·  1881 ·  1882 ·  1883 ·  1884 ·  1885 ·  1886 ·  1887 ·  1888 ·  1889 ·  1890 ·  1891 ·  1892 ·  1893 ·  1894 ·  1895 ·  1896 ·  1897 ·  1898 ·  1899 ·  1900 ·  1901 ·  1902 ·  1903 ·  1904 ·  1905 ·  1906 ·  1907